# Competenza (biologia)
In microbiologia, genetica, biologia cellulare e biologia molecolare, la competenza è la capacità di una cellula di acquisire DNA estraneo dall'ambiente in un processo chiamato trasformazione. Si distingue la competenza naturale, una capacità geneticamente determinata di batteri che si pensa avvenga in condizioni naturali, nonché in laboratorio, e una competenza indotta o artificiale, che comporta il trattamento delle cellule in coltura in modo tale da renderle transitoriamente permeabili al DNA.
La competenza naturale venne scoperta da Frederick Griffith nel 1928. Attraverso quello che oggi è noto come esperimento di Griffith, propose la presenza di un principio trasformante alla base della trasformazione batterica. La natura chimica del principio trasformante restava incognita, ma l'esperimento aprì la strada alla sua identificazione. Nel 1943 Oswald Avery e i suoi colleghi Colin MacLeod e Maclyn McCarty, attraverso quello che oggi è noto come esperimento di Avery, dimostrarono che il cosiddetto principio trasformante (ovvero il portatore di informazioni geniche) è il DNA L'esperimento venne contestato da chi sosteneva che il materiale genetico dovesse essere di natura proteica; venne contestata ad Avery la non completa purezza degli acidi nucleici utilizzati nell'esperimento, che potevano essere contaminati da tracce di proteine, le quali potevano pertanto essere il principio trasformante. Nel 1952 Alfred Hershey e Martha Chase usarono traccianti radioattivi per dimostrare che il materiale genetico di alcuni Virus batteriofagi è DNA ed è responsabile delle capacità infettive (non le proteine); l'esperimento di Hershey-Chase provò definitivamente che il materiale genetico è costituito da DNA e non da proteine. In seguito a questi risultati incontrovertibili anche gli scienziati che avevano criticato l'esperimento di Avery si convinsero del ruolo biologico del DNA.
La competenza naturale è stata studiata in un certo numero di batteri, in particolare Bacillus subtilis, lo Streptococcus pneumoniae (lo "pneumococco" di Griffith), Neisseria gonorrhoeae e Haemophilus influenzae. Le aree di ricerca includono i meccanismi di trasporto del DNA, la regolazione della competenza in diversi batteri, e la funzione evolutiva della competenza.

## Meccanismo
In natura il DNA di solito diventa disponibile dopo la morte e lisi delle altre cellule, ma in laboratorio è fornito dal ricercatore, spesso come frammento geneticamente ingegnerizzato o plasmide. Durante l'assorbimento, il DNA viene trasportato attraverso la membrana cellulare, e la parete cellulare, se presente. Una volta che il DNA è all'interno della cellula può essere degradato a nucleotidi, reimpiegati per la replicazione del DNA e altre funzioni metaboliche. In alternativa può essere ricombinato nel genoma della cellula dai suoi enzimi di riparazione del DNA.